# Tao Geoghegan Hart
Tao Geoghegan Hart (Londres, 30 de marzo de 1995) es un ciclista británico que compite con el equipo Lidl-Trek.
En 2020 ganó el Giro de Italia tras arrebatarle el liderato a Jai Hindley en la última etapa.

## Palmarés
2016
- Trofeo Banca Popular de Vicenza
- 1 etapa del Tour de Saboya[2]

2019
- 2 etapas del Tour de los Alpes

2020
- Giro de Italia , más 2 etapas y clasificación de los jóvenes

2023
- 1 etapa de la Vuelta a la Comunidad Valenciana
- Tour de los Alpes, más 2 etapas

## Resultados en Grandes Vueltas y Campeonatos del Mundo
| Carrera              | Carrera              | 2014 | 2015 | 2016 | 2017  | 2018 | 2019 | 2020 | 2021 | 2022 | 2023 | 2024 |
| -------------------- | -------------------- | ---- | ---- | ---- | ----- | ---- | ---- | ---- | ---- | ---- | ---- | ---- |
|                      | Giro de Italia       | —    | —    | —    | —     | —    | Ab.  | 1.º  | —    | —    | Ab.  | —    |
|                      | Tour de Francia      | —    | —    | —    | —     | —    | —    | —    | 60.º | —    | —    | —    |
|                      | Vuelta a España      | —    | —    | —    | —     | 62.º | 20.º | —    | —    | 19.º | —    | 62.º |
| Mundial en Ruta      | Mundial en Ruta      | —    | —    | —    | 117.º | Ab.  | 26.º | —    | —    | —    | —    | —    |
| Mundial Contrarreloj | Mundial Contrarreloj | —    | —    | —    | 43.º  | 35.º | —    | —    | —    | —    | —    | —    |

—: no participa

Ab.: abandono